# Форт
Форт (енгл. River Forth) је река у Уједињеном Краљевству, у Шкотској. Дуга је 93 km. Улива се у Ферт ов Форт, односно Северно море. 